# Obituary
Obituary är ett amerikanskt death metal-band som bildades 1988 i Brandon, Florida. Obituarys texter handlar mycket om död, gore och liv.

## Historia
Bandet bildades 1985 och tog namnet Xecutioner, men bytte sedan namn, efter att det redan fanns ett band som hette Executioner, till Obituary 1988. Bandet är ett av de ledande band av den då skenande dödsmetal-scen i Florida under slutet av åttiotalet (tillsammans med Death, Morbid Angel, Deicide, och andra) och har ristat en framgångsrik karriär för sig själva. Efter en rad framgångsrika album under nittiotalet meddelade Obituary år 2000 deras upplösning. Trevor Peres startade snabbt en annan musikgrupp, Catastrophic, medan Donald Tardy gick med i Andrew WKs band lite senare. Men i början av 2004 bandet var tillbaka i rampljuset, och deras första studioalbum på åtta år, Frozen in Time, släpptes ett år senare. 

## Medlemmar
Nuvarande medlemmar
- John Tardy – sång (Tardy Brothers) (1988–1997, 2003– )
- Trevor Peres – rytmgitarr (ex-Catastrophic, ex-Meathook Seed) (1988–1997, 2003– )
- Donald Tardy – trummor (ex-Meathook Seed, ex-Andrew WK, Tardy Brothers) (1988–1997, 2003– )
- Terry Butler – basgitarr (2010– )
- Kenny Andrews – sologitarr (2012– )

Tidigare medlemmar
- Daniel Tucker – basgitarr (1988–1989)
- Allen West – sologitarr (1988–1989, 1992–1997, 2003–2006) (ex-Massacre, ex-Lowbrow, ex-Six Feet Under, ex-Gallery of Suicide)
- Frank Watkins – basgitarr (1989–1997, 2003–2010; död 2015) (ex-Hellwitch, ex-The Henchmen, ex-Gorgoroth)
- James Murphy – sologitarr (1989–1991) (Disincarnate, ex-Death, ex-Agent Steel, ex-Cancer, ex-Testament, ex-Konkhra, ex-Explorers Club, ex-Crotchduster)
- Ralph Santolla – sologitarr (2007–2011; död 2018) (ex-Deicide, ex-Death, Millennium, ex-Iced Earth, ex-Sebastian Bach & Friends)

Turnerande medlemmar
- Keith DeVito – sång (1997)
- Steve DiGiorgio – basgitarr (2010)
- Kenny Andrews – basgitarr, gitarr (2010, 2011)
- Lee Harrison – gitarr (2012)

## Diskografi
Studioalbum
- 1989 – Slowly We Rot
- 1990 – Cause of Death
- 1992 – The End Complete
- 1994 – World Demise
- 1997 – Back from the Dead
- 2005 – Frozen in Time
- 2007 – Xecutioner's Return
- 2009 – Darkest Day
- 2014 – Inked in Blood
- 2017 – Obituary
- 2023 – Dying Of Everything

Livealbum
- 1998 – Dead
- 2016 – Ten Thousand Ways to Die

EP
- 1994 – Don't Care
- 2008 – Left to Die

Singlar
- 2009 – "Blood to Give"

Samlingsalbum
- 2001 – Anthology
- 2008 – The Best of Obituary

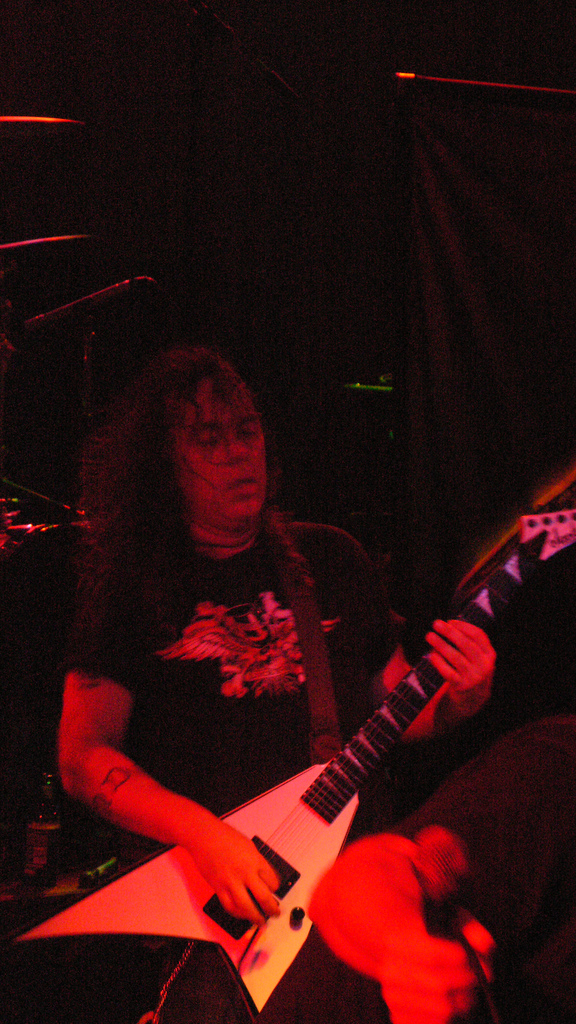
Ralph Santolla 2007.

- 2013 – The Complete Roadrunner Collection 1989–2005 (6xCD box)

Video
- 2006 – Frozen Alive
- 2009 – Live Xecution - Party.San 2008